# 바자오유러위안역
바자오유러위안역(중국어 간체자: 八角游乐园站, 정체자: 八角遊樂園站, 병음: Bājiăoyóulèyuán Zhàn)은 중화인민공화국 베이징시에 있는 베이징 지하철 1호선의 역이다. 역 번호는 103이다. 향후 지선 개통을 위한 공사를 위해 2025년 6월부터 당분간 여객 영업을 중단한다.

## 역 구조
| (상행) | ■ 1호선 | 핑궈위안 방면                     |
| (하행) | ■ 1호선 | 푸싱먼 · 지엔궈먼 · 스후이둥 방면 |

## 역 주변
- 스징산유러위안

## 사진

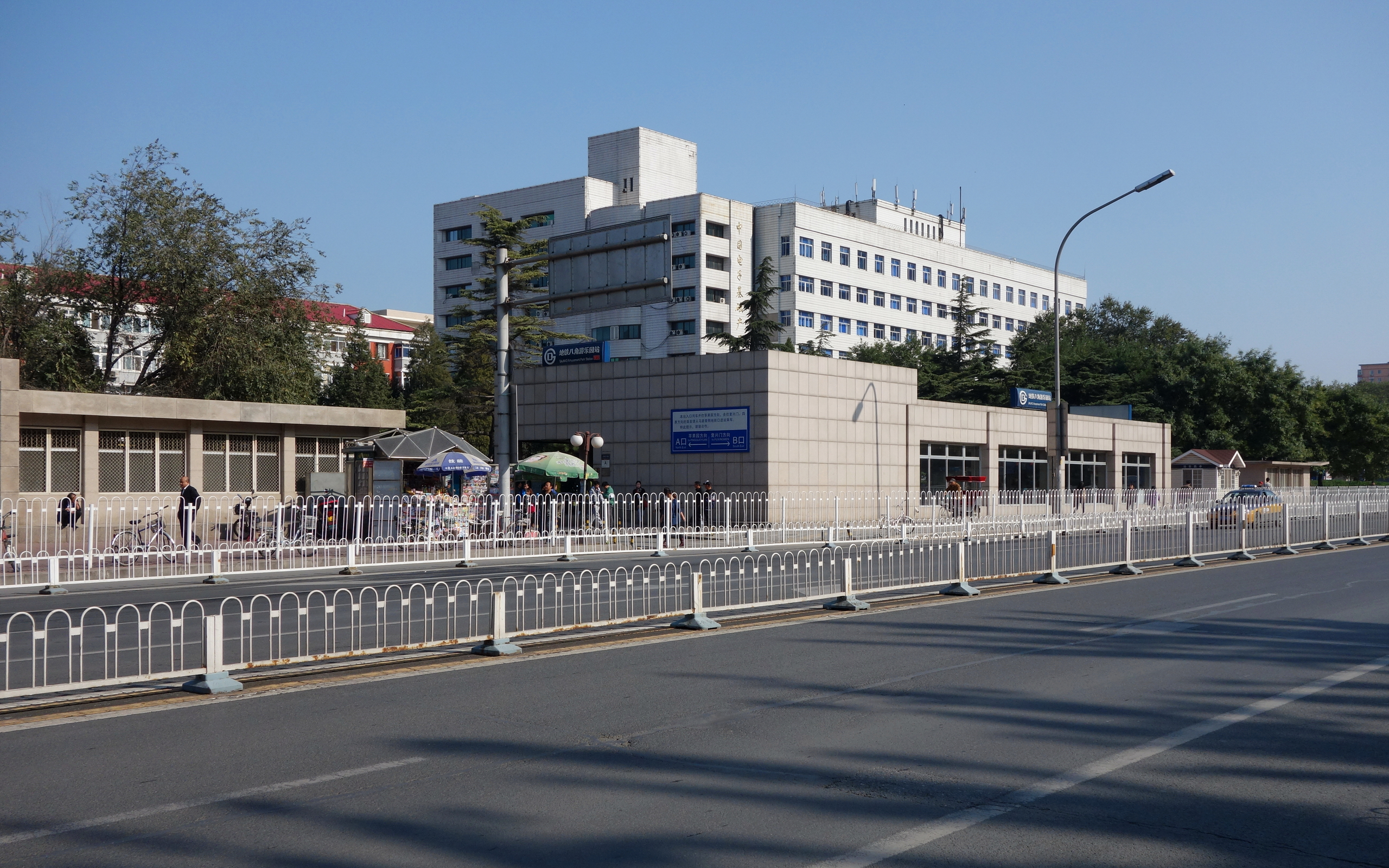
출구
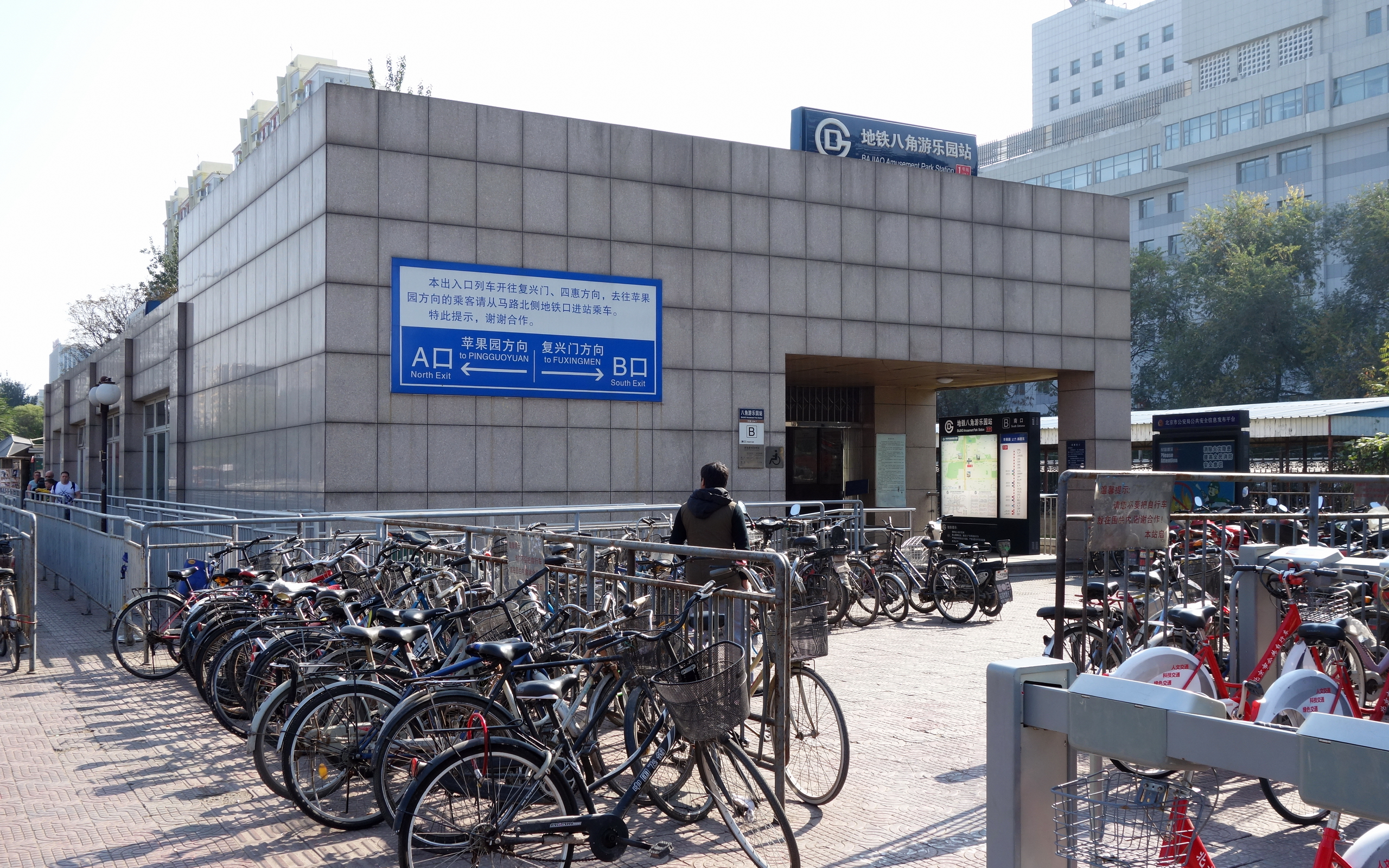
출구

## 인접 역
| 베이징 지하철 1호선  | 베이징 지하철 1호선   | 베이징 지하철 1호선    |
| -------------------- | --------------------- | ---------------------- |
| 구청루 핑궈위안 방면 | ■ 베이징 지하철 1호선 | 바바오산 스후이둥 방면 |